# Іспансько-нігерійські відносини
Відносини між Нігерією та Іспанією — це двосторонні та дипломатичні відносини між цими двома країнами. Нігерія має посольство в Мадриді. Іспанія має посольство в Абуджі та генеральне консульство в Лагосі.

## Дипломатичні відносини
Двосторонні політичні відносини оцінюються як відмінні обома сторонами. Іспанія розглядає західноафриканський регіон як пріоритет своєї зовнішньої політики та визнає важливу позицію, яку займає Нігерія в цьому районі.
Відображенням плавних двосторонніх відносин є численні взаємні обміни кандидатурами між Іспанією та Нігерією на різних міжнародних форумах. Співпраця у поліцейській галузі є особливо задовільною для обох сторін, які дуже вільно співпрацюють у боротьбі з нелегальною імміграцією, проводячи зустрічі на цю тему та численні обміни, такі як участь в різних семінарах та конференціях в Іспанії експертів Нігерійської імміграційної служби та Національного агентства по боротьбі з торгівлею людьми.
З військової точки зору, в рамках Африканського плану та Плану оборонної дипломатії, між 2011 і першою половиною 2012 року три патрулі ВМС Іспанії відвідали Нігерію (та інші країни в районі) для проведення спільних військових операцій та брали участь у навчанні та навчальних заходах для місцевого морського персоналу.
У культурній галузі Іспанія отримала популярність завдяки щорічній організації посольством Іспанського тижня культури, яке відзначило своє 10-річчя у жовтні 2015 року. Ця подія дозволяє зміцнити відносини з Нігерією, зокрема з Міністерством туризму та культури, а також із різними культурними установами, які залежать від зазначеного міністерства, заодно просуваючи молоді місцеві та іспанські таланти.
Вже існують консолідовані зв'язки з представниками нігерійської кіноіндустрії, другого за обсягом виробництва у світі, та з різними місцевими видавцями. За останні 2-3 роки світ фотографії набув великого значення в країні — галузі, в якій співпрацює також Іспанія.
Незважаючи на те, що іспанська мова не є визнаною предметною галуззю в жодному нігерійському університеті, є деякі академії, які викладають цю мову. У 2014 році посольство Іспанії в Абуджі було визнано асоційованим центром для проведення іспитів DELE, а перший конкурс на рівні B1 і B2 відбувся 22 листопада 2014 року.

## Економічні відносини

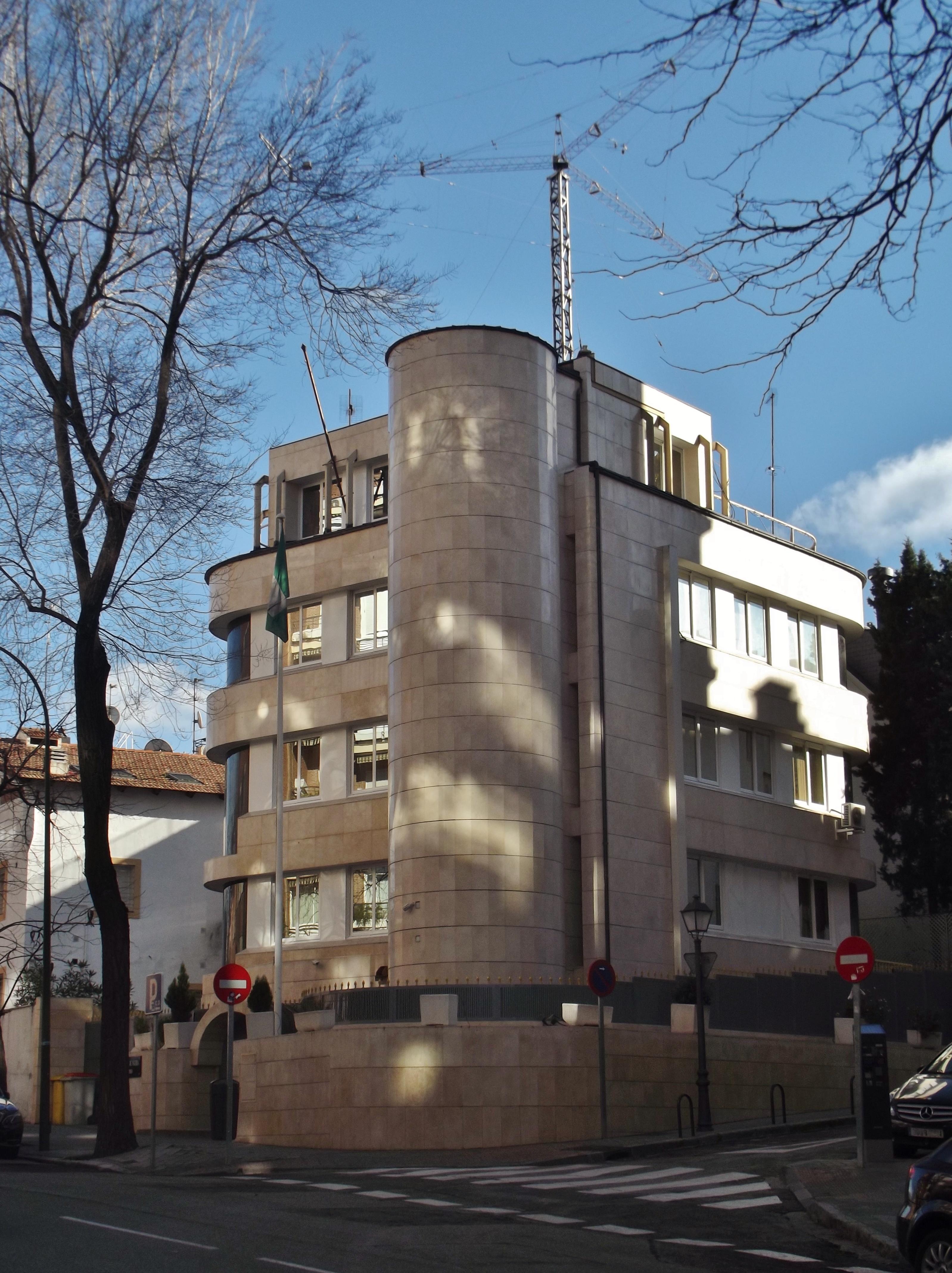
Посольство Нігерії в Мадриді

### Інституційні рамки
У 2006 році державний секретар з питань туризму і торгівлі здійснив візит до Нігерії у супроводі бізнесменів з метою підтримки інтересів іспанських компаній, які хочуть інвестувати в країну. Таким чином, між міністром торгівлі Нігерії та державним секретарем у присутності президента Обасанджо було підписано Меморандум про взаєморозуміння щодо економічного співробітництва з метою обміну інформацією про можливості інвестування, отримання зобов'язань щодо перегляду та, де це доцільно, припинення заходів які перешкоджають торгівлі та інвестиціям, та досліджують нові галузі, щоб диверсифікувати іспанські інвестиції.
З 2006 року діє Угода про взаємний захист та сприяння інвестиціям. Серед найвідоміших його аспектів — встановлення арбітражної процедури у разі конфлікту. У 2009 році під час візиту голови уряду Іспанії у супроводі численних бізнесменів було підписано Угоду про уникнення подвійного оподаткування.

### Паливні відносини
Іспанія є одним з найкращих клієнтів Нігерії завдяки імпорту сирої нафти. У 2014 році вона стала другим найкращим замовником придбавши нафти та газу на 6500 мільйонів євро. Нафта становить 76,2 % іспанського імпорту Нігерії, а природний газ — ще 22 %.
Що стосується експорту, то хоча в останні роки спостерігається значне зростання — зі 185 млн. євро в 2007 році до 342 млн. євро в 2011 році, частка Іспанії на ринку невелика.  Однак у деяких секторах частка іспанського ринку є високою, наприклад, керамічні вироби (21,2 %), напої (12,5 %), механічні пристрої (6,9 %) або фарбувальні матеріали та фарба (5,5 %).
Експорт демонструє більшу диверсифікацію, хоча 40 % є нафтопродуктами. Інший відповідний експорт — це пластмаси, машини, керамічні вироби, труби для газопроводів, морожена риба, папір, автомобільні аксесуари та фармацевтична продукція. Через імпорт важкої нафти торговий баланс традиційно є дуже дефіцитним для Іспанії, і рівень охоплення, як правило, становить 7 %.

### Бізнес-можливості для іспанської компанії
Нігерія пропонує хороші можливості для бізнесу завдяки своєму значному потенціалу зростання, величезному ринку, який складає 170 мільйонів людей, і величезним недолікам в інфраструктурі, виробленій продукції та послугах. Однак як фізична, так і юридична незахищеність, витрати на встановлення через величезні витрати на електроенергію, а також тарифні бар'єри та протекціонізм повинні бути ретельно розглянуті перед будь-яким комерційним та інвестиційним проектом.
Для іспанського експортера сектор будівництва представляє інтерес як для сировини (особливо виробів з кераміки), так і для будівельного обладнання, товарів загального обладнання, виробів із пластмас, фармацевтичних препаратів, безалкогольних напоїв та вина, а також харчових продуктів. Для інвестора цікавими є нафтогазовий, енергетичний та телекомунікаційний сектори, в яких можливості виникають в результаті процесу приватизації. Так само є можливості у секторі будівельних матеріалів, у харчовій промисловості, у виробництві шкіри та у франшизах моди.

### Співпраця
У галузі допомоги на розвиток Нігерія не є пріоритетною країною для співпраці Іспанії. Однак завдяки співпраці з регіональною організацією ЕКОВАС кілька проектів у Нігерії фінансуються у таких галузях, як сільське господарство, відновлювана енергетика, інфраструктура, а також еміграція та розвиток. Іспанія виплатила ЕКОВАС 150 мільйонів євро з 2009 року.